# Cantó de Pont-l'Évêque
El cantó de Pont-l'Évêque és un cantó francès del departament de Calvados, situat al districte de Lisieux. Té 20 municipis i el cap es Pont-l'Évêque.

## Municipis
- Beaumont-en-Auge
- Bonneville-sur-Touques
- Canapville
- Clarbec
- Coudray-Rabut
- Drubec
- Englesqueville-en-Auge
- Glanville
- Pierrefitte-en-Auge
- Pont-l'Évêque
- Reux
- Saint-Benoît-d'Hébertot
- Saint-Étienne-la-Thillaye
- Saint-Hymer
- Saint-Julien-sur-Calonne
- Saint-Martin-aux-Chartrains
- Surville
- Tourville-en-Auge
- Vauville
- Vieux-Bourg

## Història
| Data d'elecció                           | Identitat        | Partit        | Qualitat |
| ---------------------------------------- | ---------------- | ------------- | -------- |
| 1945-1967                                | Pierre Gamare    | CNIP          |          |
| 1967-197.                                | Camille Liégeard | Divers droite |          |
| 197.-198.                                | M. Lessard       | UDF-PR        |          |
| 198.-1998                                | Gérard Pruvost   | RPR           |          |
| 1998-                                    | Yves Deshayes    | Divers droite |          |
| les dades anteriors no són pas conegudes |                  |               |          |
|                                          |                  |               |          |

## Demografia
| A partir de 1990: Població sense dobles comptes |